# Sambijski poluotok
Sambijski poluotok (rus. Самбийский полуостров) ili Samland (rus. Земландский полуостров) ili Kalinjingradski poluotok (službeni naziv, rus. Калининградский полуостров, Kaliningradsky poluostrov) poluotok je u Kalinjingradskoj oblasti u Rusiji, na jugoistočnoj obali Baltičkog mora. Poluotok je omeđen Kurskom lagunom na sjeveroistoku, Vistulskim zaljevom na jugozapadu, rijekom Pregolja na jugu i rijekom Dejma na istoku. Kako je poluotok sa svih strana okružen vodom, tehnički je to otok. Povijesno je činio važan dio povijesne regije Pruske.

## Etimologija
Sambija je dobila ime po Sambijcima, izumrlom plemenu Starih Prusa. Samland je naziv za poluotok u germanskim jezicima. Govornici poljskog i latinskog nazivaju područje Sambia, dok je litavski naziv Semba.

## Povijest
Prvi spone ovog poluotoka vezuje se s grčkim putnikom Pytheasom[transliterirati], koji je spomenio otok jantara zvan "Abalus". Ime je vjerojatno opisivalo cijelo područje lagune poznato na finskom kao AVA (otvoreno prostranstvo = laguna) i -LA (mjesto) Povijesni znanstvenici nisu mogli pronaći tajanstveni otok jantara jer poluotok Sambia nije izgledao kao otok budući da je cijelo baltičko područje koji su potisnuli ledenjaci iz ledenog doba, u posljednjih se tisuća godina uzdigao mnogo metara i do 10. stoljeća više nije izgledao kao otok. Na temelju nalaza prapovijesnih rezbarija jantara, prema arheologiji, nomadski čamci koji su koristili lovce skupljače boravili su na ovom područje još prije 6000 godina.
Sambija je izvorno bila rijetko naseljena Sambijcima. Njemački Teutonski vitezovi osvojili su regiju u 13. stoljeću. Crkvena uprava stavljena je pod biskupiju Samlanda, osnovanu 1243. godine. Doseljenici iz Svetog Rimskog Carstva počeli su kolonizirati regiju, a sambijski Prusi postupno su se asimilirali. Poluotok je bio posljednje područje na kojem se govorio staropruski jezik prije nego što je izumro početkom 18. stoljeća.
Godine 1454. kralj Kazimir IV. Jagelović uključio je regiju u Kraljevinu Poljsku na zahtjev protuteutonske Pruske konfederacije. Nakon Trinaestogodišnjeg rata koji je uslijedio, od 1466., činio je dio Poljske kao feud koji je držao Teutonski red. Poluotok je postao dijelom Vojvodstva Pruske, vazalnog vojvodstva Kraljevine Poljske, osnovanog kada je Albert od Brandenburg-Ansbacha, 37. veliki meštar, sekularizirao Monašku državu Teutonskih vitezova 1525. godine. Markgrofovija Brandenburg naslijedila je vojvodstvo 1618. pod poljskim vrhovništvom.
Budući da Vojvodstvo Pruska nije uspjelo ispuniti svoje feudalne obveze kao vazal Poljske tijekom poljsko-švedskih ratova, vladavina Georgea Williama u Pruskoj je suspendirana 1635. godine, a poljskog kralja zamijenio je potkralj, Jerzy Ossoliński. Međutim, prema Ugovoru iz Sztumske Wieś, Vojvodstvo (pa tako i Sambijski poluotok) vraćeno je Georgeu Williamu. Godine 1701. vladar Hohenzollern proglasio je Kraljevinu Prusku, a Sambija je 1773. postala dio novoformirane pokrajine Istočne Pruske. Godine 1871. poluotok je postao dio Njemačkog Carstva tijekom ujedinjenja Njemačke. Nakon Prvog svjetskog rata Sambija je bila dio istočnopruske pokrajine Weimarske Njemačke.
Tijekom Drugog svjetskog rata, Nijemci su upravljali s dva podlogora koncentracijskog logora Stutthof i sabirnim centrom AGSSt Samland za savezničke ratne zarobljenike u regiji. Poljski pokret otpora bio je aktivan u regiji, sa svojim aktivnostima uključujući špijunažu njemačkih aktivnosti i distribuciju poljskog podzemnog tiska.
Godine 1945., nakon Drugog svjetskog rata, Sovjetski Savez je anektirao sjevernu Istočnu Prusku, uključujući Sambiju, dok je južni dio pokrajine ponovno postao dio Poljske. Sambija je postala dio sovjetske Kalinjingradske oblasti, nazvane po obližnjem gradu Kalinjingradu (povijesno njem. Königsberg), a nove su vlasti protjerale njegovo njemačko stanovništvo u skladu s Potsdamskim sporazumom.
Sovjetski Savez postupno je ponovno naselio Kalinjingradsku oblast, uključujući Sambiju, Rusima i Bjelorusima. Do raspada Sovjetskog Saveza 1991. veći dio okruga bio je zatvoreno vojno područje.

### Kursenieki
Dok su danas Kursenieki, također poznati kao Kuršininkai, gotovo izumrla baltička etnička skupina koja živi duž Kuršijske prevlake, 1649. naselje Kuršininkai se protezalo od Memela (Klaipėda) do Gdańska u Poljskoj, uključujući obalu Sambijskog poluotoka. Kuršininkai su na kraju asimilirali Nijemci, osim duž Kuršijske prevlake gdje neki još uvijek žive. Kuršininkai su se smatrali Latvijcima sve do nakon Prvog svjetskog rata kada je Latvija stekla neovisnost od Ruskog Carstva, što se temelji na lingvističkim argumentima. To je bilo obrazloženje za latvijske zahtjeve nad Kuršskom prevlakom, Memelom i drugim teritorijima Istočne Pruske koji će kasnije biti odbačeni.

## Geografija i geologija
Baedeker opisuje Sambiju kao "plodno i djelomično šumovito područje, s nekoliko jezera, koje leži sjeverno od Königsberga" (od 1946. Kalinjingrad). Najviša točka, 360 stopa, nalazi se dvanaest milja sjeverno od Pereslavskoe (Drugehnen) na skijalištu koje se tada zvalo Galtgarben. Tu je nekad bila i željeznička stanica Samland. Po stanju iz 2010., željeznička stanica Pereslavskoe opslužuje željezničku liniju "Plava strijela" od Kalinjingrada do Svetlogorska.
Sambija uključuje dva poznata ljetovališta, Zelenogradsk i Svetlogorsk.

### Jantar
Jantar se na tom području nalazi više od dvije tisuće godina, posebno na obali u blizini Kalinjingrada. Povijest i legende govore o drevnim trgovačkim putovima poznatim kao Jantarni put koji su vodili od staropruskih naselja Kaup (u Sambiji) i Truso (blizu Elbląga, u blizini ušća Visle) prema jugu do Crnog i Jadranskog mora. U Carskoj Njemačkoj, pravo na sakupljanje jantara bilo je ograničeno na dinastiju Hohenzollern, a posjetiteljima sambijskim plažama bilo je zabranjeno pokupiti bilo kakve fragmente koje su pronašli. Počevši od 19. stoljeća, jantar su u industrijskim razmjerima kopali Nijemci prije 1945., a nakon toga Sovjeti/Rusi u Jantarnju (bivši njemački naziv: Palmnicken ).

## Vanjske poveznice
|  | Zajednički poslužitelj ima još gradiva o temi Sambijski poluotok |